# Lothar Mörl
Lothar Mörl (* 12. November 1940 in Obergraupen, Landkreis Teplitz-Schönau, Reichsgau Sudetenland) ist ein deutscher Ingenieur und Hochschullehrer.

## Leben
Von 1961 bis 1967 studierte Mörl an der Technischen Hochschule Magdeburg, Fachrichtung Chemisches Apparatewesen.
Er schloss sein Studium als Diplomingenieur ab.
Dann arbeitete er als wissenschaftlicher Assistent bei Prof. Manfred Mittelstraß am Institut für Chemisches Apparatewesen der TH Magdeburg.
1972 promovierte Mörl mit einer Arbeit zum Thema Mehrstufige, mehrzonige Fliessbettkolonne für adsorptive Trennverfahren in der Gasphase an der TH Magdeburg.
Nach seiner Promotion wurde er Oberassistent und wandte sich der Wirbelschichttechnik zu.
Es folgten drei Jahre, von 1976 bis 1978, im Schwermaschinenbau-Kombinat „Ernst Thälmann“.
Dort arbeitete er in Hauptabteilung Forschung und Entwicklung, wo er Wirbelschichtanlagen plante und deren Inbetriebnahme in der Sowjetunion leitete.
1978 kehrte er an die TH Magdeburg zurück, wo er Hochschuldozent für Anlagentechnik an der Sektion Apparate- und Anlagenbau wurde.
1980 habilitierte er sich mit einer Arbeit zum Thema Anwendungsmöglichkeiten und Berechnung von Wirbelschichtgranulationstrocknungsanlagen ebenda.
Ab 1982 war er Professor für Thermische Stofftrennung.
1992 erhielt er den Lehrstuhl Chemischer Apparatebau am Institut für Apparate- und Umwelttechnik der Technischen Universität „Otto von Guericke“ Magdeburg.

## Forschungsgebiete
Mörl beschäftigte sich mit der Wirbelschichttechnik.
Aus seiner Arbeit gingen mehr als 180 Patente und viele Publikationen zu diesem Gebiet hervor.
Seine Forschungsergebnisse fanden Anwendung auf den Gebieten der Waschmittelgranulation, Zuckertrocknung und Kaffeeröstung.
Er arbeitete dabei zusammen mit 
- Kaffee Röstfein GmbH Magdeburg
- Sodawerk Staßfurt
- Glatt Ingenieurtechnik Weimar GmbH
- GETEC AG Magdeburg
- Solvay Werk Bernburg[8]

Mörl leitete fast 40 Projekte. Einige davon:
- 1998–1999: Röstung körniger Güter in diskontinuierlich betriebenen Wirbelschichten
- 2001–2002: InnoRegio REPHYNA-Projekt: Verfahren zur Gewinnung von Wirkstoffen aus heimischen Gewürzpflanzen unter Anwendung tiefer Temperaturen
- 2007: Untersuchung eines selbst Kälte erzeugenden umweltfreundlichen Trockners
- 2007–2008: Desolventisierung von Raps-Extraktionsschroten in Wirbelschichten
- 2010–2011: Entwicklung von verstärkenden Rußen durch Altreifenpyrolyse
- 2016–2018: Entwicklung eines Verfahrens zur Einarbeitung von Harnstoff in eine Salbengrundlage für die Entwicklung eines Keratolytikums
- 2020–2021: Anlage und Verfahren zur Aufbereitung von Gülle in Verbindung mit der Gewinnung von Wertstoffen[9]

## Auszeichnungen und Ehrungen
Für seinen Anteil an der Entwicklung eines neuen Wirkprinzips zur Wirbelschichttechnologie wurde Mörl 1980 der Nationalpreis der DDR III. Klasse für Wissenschaft und Technik verliehen.
Im Jahr 2000 wurde ihm die Ehrendoktorwürde der Universität für chemische Technologie und Metallurgie Sofia (UCTM), Bulgarien verliehen.
2002 wurde Mörl mit der Gruson-Ehrenplakette des Verein Deutscher Ingenieure (VDI) geehrt.

## Ämter und Mitgliedschaften
Mörl ist Mitglied des VDI.
Außerdem engagiert er sich im Professorenkollegium Emeritio, das sich der allgemeinverständlichen Wissensweitergabe an breite Bevölkerungsschichten widmet.

## Schriften (Auswahl)
- Polymerisationskatalysatoren auf Porenbetonbasis, Verfahren und ihre Herstellung und ihre Verwendung zusammen mit Frank T. Edelmann, 2019, Patent: DE 103 14 369 A1 download als pdf möglich
- Vereinfachtes Modell zur Abschätzung der Arbeitsweise einer Wirbelschicht mit Eigenkeimbildung bei Flüssigkeitseindüsung zusammen mit Michael Schoenherr, in Chemie Ingenieur Technik, 2018, doi:10.1002/cite.201800010
- Konstruktionselemente von Apparaten und Rohrleitungen in Taschenbuch für den Maschinenbau (Dubbel), 2018, doi:10.1007/978-3-662-54805-9_73
- Wirbelschicht-Sprühgranulation zusammen mit Hans Uhlemann, Springer, 2014, ISBN 978-3642631252
- Rusi Radichkov, Thomas Müller, Achim Kienle, Stefan Heinrich, Mirko Peglow, Lothar Mörl: A numerical bifurcation analysis of continuous fluidized bed spray granulation with external product classification. Chem. Eng. Proc. 45, 2006, S. 826–837.
- Investigation of coalescence kinetics of microcristalline cellulose in fluidised bed spray agglomeration - Experimental studies and modelling approach zusammen mit Mirko Peglow, Jitendra Kumar,  Brazilian Journal of Chemical Engineering, 2005, doi:10.1590/S0104-66322005000200002 download als pdf möglich
- Rösten, Kandieren und Kühlen von Kaffeebohnen in der Wirbelschicht zusammen mit Gerhard Krüger, Stefan Heinrich, Lothar Roebert, in Chemie Ingenieur Technik, 2000, doi:10.1002/1522-2640(200009)72:9